# Lijst van voetbalinterlands Kenia - Mozambique
Deze lijst van voetbalinterlands is een overzicht van alle officiële voetbalwedstrijden tussen de nationale teams van Kenia en Mozambique. De landen speelden tot op heden negen keer tegen elkaar. De eerste ontmoeting was een kwalificatiewedstrijd voor de Afrika Cup 1992 op 2 september 1990 in Maputo. Het laatste duel, een vriendschappelijke wedstrijd, werd gespeeld op 13 oktober 2019 in Nairobi.

## Wedstrijden
| № | Plaats  | Datum            | Competitie                   | Wedstrijd          | Uitslag |
| - | ------- | ---------------- | ---------------------------- | ------------------ | ------- |
| 1 | Maputo  | 2 september 1990 | Afrika Cup 1992 kwalificatie | Mozambique − Kenia | 2 − 1   |
| 2 | Nairobi | 14 juli 1991     | Afrika Cup 1992 kwalificatie | Kenia − Mozambique | 1 − 0   |
| 3 | Maputo  | 11 april 1993    | Afrika Cup 1994 kwalificatie | Mozambique − Kenia | 0 − 0   |
| 4 | Nairobi | 25 juli 1993     | Afrika Cup 1994 kwalificatie | Kenia − Mozambique | 4 − 1   |
| 5 | Nairobi | 20 juni 2009     | WK 2010 kwalificatie         | Kenia − Mozambique | 2 − 1   |
| 6 | Maputo  | 6 september 2009 | WK 2010 kwalificatie         | Mozambique − Kenia | 1 − 0   |
| 7 | Nairobi | 12 november 2016 | Vriendschappelijk            | Kenia − Mozambique | 1 − 0   |
| 8 | Maputo  | 2 september 2017 | Vriendschappelijk            | Mozambique − Kenia | 1 − 1   |
| 9 | Nairobi | 13 oktober 2019  | Vriendschappelijk            | Kenia − Mozambique | 0 − 1   |

## Samenvatting
| Competitie              | Totaal gespeeld | Winst Kenia | Gelijk | Winst Mozambique | Doelsaldo Kenia – Mozambique |
| ----------------------- | --------------- | ----------- | ------ | ---------------- | ---------------------------- |
| WK-kwalificatie         | 2               | 1           | 0      | 1                | 2 − 2                        |
| Afrika Cup-kwalificatie | 4               | 2           | 1      | 1                | 6 − 3                        |
| Vriendschappelijk       | 3               | 1           | 1      | 1                | 2 − 2                        |
| Totaal                  | 9               | 4           | 2      | 3                | 10 − 7                       |

KFF · Selecties · Keniaans vrouwenelftal
1926 – 1939 · 
1940 – 1949 · 
1950 – 1959 · 
1960 – 1969 · 
1970 – 1979 · 
1980 – 1989 · 
1990 – 1999 · 
2000 – 2009 · 
2010 – 2019 ·
2020 − 2029
Algerije ·
Angola ·
Australië ·
Bahrein ·
Botswana ·
Burkina Faso ·
Burundi ·
Centraal-Afrikaanse Republiek ·
China ·
Comoren ·
Congo-Brazzaville ·
Congo-Kinshasa ·
Djibouti ·
Egypte ·
Equatoriaal-Guinea ·
Eritrea ·
Ethiopië ·
Gabon ·
Gambia ·
Ghana ·
Guinee ·
Guinee-Bissau ·
India ·
Indonesië ·
Irak ·
Iran ·
Ivoorkust ·
Jemen ·
Jordanië ·
Kaapverdië ·
Kameroen ·
Koeweit ·
Lesotho ·
Liberia ·
Libië ·
Madagaskar ·
Malawi ·
Maleisië ·
Mali ·
Marokko ·
Mauritanië ·
Mauritius ·
Mozambique ·
Namibië ·
Nieuw-Zeeland ·
Nigeria ·
Oeganda ·
Oman ·
Pakistan ·
Qatar ·
Rusland ·
Rwanda ·
Senegal ·
Seychellen ·
Sierra Leone ·
Soedan ·
Somalië ·
Swaziland ·
Taiwan ·
Tanzania ·
Thailand ·
Togo ·
Trinidad en Tobago ·
Tunesië ·
Verenigde Arabische Emiraten ·
Zambia ·
Zimbabwe ·
Zuid-Afrika ·
Zuid-Korea ·
Zuid-Soedan ·
Zwitserland
FMF · 
A-internationals · 
Mozambikaans vrouwenelftal
1970 – 1979 · 
1980 – 1989 · 
1990 – 1999 · 
2000 – 2009 · 
2010 – 2019 ·
2020 − 2029
Afrika Cup 1986 · 
Afrika Cup 1996 · 
Afrika Cup 1998 · 
Afrika Cup 2010
Algerije ·
Angola ·
Benin ·
Botswana ·
Burkina Faso ·
Centraal-Afrikaanse Republiek ·
Comoren ·
Congo-Brazzaville ·
Congo-Kinshasa ·
Egypte ·
Eritrea ·
Ethiopië ·
Gabon ·
Ghana ·
Guinee ·
Guinee-Bissau ·
Ivoorkust ·
Kaapverdië ·
Kameroen ·
Kenia ·
Lesotho ·
Libië ·
Madagaskar ·
Malawi ·
Mali ·
Marokko ·
Mauritanië ·
Mauritius ·
Namibië ·
Niger ·
Nigeria ·
Oeganda ·
Oman ·
Portugal ·
Rwanda ·
Senegal ·
Seychellen ·
Soedan ·
Somalië ·
Swaziland ·
Tanzania ·
Togo ·
Tunesië ·
Vietnam ·
Zambia ·
Zimbabwe ·
Zuid-Afrika ·
Zuid-Soedan